# Milczenie (powieść Shūsaku Endō)
Milczenie (jap. 沈黙 Chinmoku; wym. [tɕimːokɯ]) – powieść historyczna z 1966 r. japońskiego pisarza Shūsaku Endō.
Jest to opowieść oparta na faktach, przedstawiająca losy siedemnastowiecznego jezuity, misjonarza wysłanego do Japonii. Doświadczył on prześladowania w latach 1637–1638, po upadku powstania na półwyspie Shimabara.
Autor otrzymał za książkę Nagrodę im. Tanizakiego w 1966 r. Okrzyknięto ją wówczas "największym osiągnięciem Endō" oraz "jedną z najlepszych powieści dwudziestowiecznych".
Część powieści ma charakter osobistego listu, w którym podmiot opisuje swoje odczucie milczenia Boga wobec napotykanych trudności. Na powstanie dzieła wpłynęły doświadczenia autora – katolika doświadczającego dyskryminacji na tle religijnym w Japonii, rasizmu we Francji oraz cierpiącego na gruźlicę.

## Opis fabuły
Młody, portugalski jezuita, Sebastião Rodrigues, (odniesienie do historycznej postaci Sycylijczyka o. Giuseppe Chiara) zostaje wysłany przez przełożonych do Japonii, aby wspomóc lokalnych katolików i sprawdzić, czy o. Cristóvão Ferreira został apostatą. Ferreira − postać autentyczna − był zakonnikiem, który po wyrzeczeniu się chrześcijaństwa z powodu tortur, przyjął buddyzm i został mnichem. Napisał traktat teologiczny przeciwko chrześcijaństwu.
Rodrigues przybył do Japonii wraz ze swym towarzyszem o. Francisco Garrpe w 1638 roku. Zakonnicy znaleźli chrześcijan ukrywających się i w wielkim rozproszeniu. Władze zmuszały podejrzanych o chrześcijaństwo do deptania wizerunków Jezusa i świętych, tzw. fumi-e. Opierających się więziono i skazywano na śmierć przez wykrwawienie, wieszając ich głową w dół. Chrześcijanie, którzy deptali święte obrazy, aby zachować życie, na zawsze żyli w poczuciu wielkiego wstydu. 
Powieść relacjonuje prześladowania wiernych kościołowi i przeżycia Rodriguesa. Poznając je, czytelnik zostaje niejako wprowadzony w okoliczności apostazji Ferreiry. Główny bohater zostaje zdradzony przez Kichijirō, podobnie jak Chrystus przez Judasza. W kulminacyjnym momencie, gdy Rodrigues wpatruje się w fumi-e, Jezus łamie milczenie:

Twarz była zupełnie inna od twarzy Chrystusa, jakie oglądał setki razy w Portugalii i w Rzymie, w Goa i w Makau. To nie była twarz Chrystusa pełnego majestatu. To nie była twarz piękna w swym cierpieniu. Jej widok nie odpędzał pokus ani siły woli, nie czynił niezłomną. Twarz tamtego Człowieka u jego stóp była chuda, zapadła i do ostatka zmęczona. (...) Patrząc na niego smutno te oczy mówiły: Depcz! Możesz deptać! Ja po to istnieję, żebyście po mnie deptali.

## Przyjęcie książki
W 1966 r. autor otrzymał za książkę Nagrodę im. Tanizakiego. Milczenie było szeroko analizowane i oceniane. William Cavanaugh odniósł się do poruszonej przez Endō "moralnej dwuznaczności", interpretując ją, jakoby Bóg w powieści, "zamiast usunąć cierpienie, zdecydował się dzielić je z ludzkością". Sam autor w książce Iesu no shōgai ("Życie Jezusa") z roku 1973 stwierdził, iż "nie chciał przedstawić Boga jako Ojca, co charakteryzuje przecież chrześcijaństwo, ale raczej jego życzliwe, "matczyne" oblicze, jakie objawione zostało w osobie Jezusa.

## Adaptacje
Japoński reżyser, Masahiro Shinoda, nakręcił w 1971 r. filmową adaptację powieści Endō.
Kompozytor i poeta, Teizō Matsumura, napisał libretto i muzykę do opery pod tym samym tytułem. Jej premiera miała miejsce w 2000 r., w New National Theatre, w Tokio.
W maju 2007 roku amerykański reżyser, Martin Scorsese, ogłosił, że zamierza nakręcić kolejną adaptację powieści Endō latem 2008. Starania do nakręcenia filmu rozpoczął on już w roku 1988, kiedy to zapewnił sobie prawa do ekranizacji. W lutym 2009 podano do wiadomości, iż w rolach głównych wystąpią Daniel Day-Lewis, Benicio del Toro oraz Gael García Bernal. Jako nową datę premiery przyjęto rok 2013. Ostatecznie film powstał w latach 2015–2016, a w głównych rolach wystąpili Andrew Garfield, Adam Driver i Liam Neeson.
Powieść była inspiracją dla szkockiego kompozytora Jamesa MacMillana, który w 2002 r. stworzył swoją trzecią symfonię zatytułowaną Silence.